# Ed Cota
Eduardo Enrique Cota (* 19. Mai 1976 in Los Angeles) ist ein ehemaliger US-amerikanisch-panamaischer Basketballspieler.

## Werdegang
Der Sohn panamaischer Eltern spielte als Schüler Basketball an der Tilden High School in New York und an der St. Thomas More Academy in Oakdale (Bundesstaat Connecticut). Von 1996 bis 2000 spielte er an der University of North Carolina at Chapel Hill. 1997, 1998 und 2000 erreichte er mit der Mannschaft in der NCAA-Meisterschaftsendrunde jeweils das Halbfinale. Cota kam zwischen 1996 und 2000 auf 1030 Korbvorlagen und setzte sich damit an die Spitze der ewigen Bestenliste der Hochschulmannschaft. In der Saison 1999/2000 war er Mannschaftskapitän.
Den Sprung in die NBA schaffte Cota nicht, obwohl er während seiner Laufbahn bei den Mannschaften Los Angeles Clippers, Indiana Pacers und Washington Wizards vorspielte. Er spielte berufsmäßig zunächst in den Vereinigten Staaten für die Gary Steelheads in den Ligen CBA und IBL. 2002 wurde Cota mit Telindus Oostende belgischer Meister, 2003 und 2004 gewann er mit Žalgiris Kaunas den Titel in der litauischen Liga. Während seiner Zeit in Kaunas war Cota in den Spieljahren 2002/03 (6,5 je Begegnung) und 2003/04 (5,7 je Begegnung) jeweils bester Vorlagengeber der EuroLeague.
Unter Trainer David Blatt gelang Cota mit BK Dynamo St. Petersburg Ende April 2005 der Sieg im FIBA Europe League. Nach der Trennung von Žalgiris Kaunas erhielt er Mitte Februar 2006 einen Kurzzeitvertrag vom FC Barcelona. In der Saison 2006/07 stand er bei Hapoel Jerusalem unter Vertrag und zum Abschluss seiner Laufbahn bei Stal Ostrów Wielkopolski.

### Nationalmannschaft
Mit der Auswahl Panamas nahm Cota 2006 an der Meisterschaft der mittelamerikanischen Staaten teil und gewann die Bronzemedaille. Im selben Jahr trat er mit der Mannschaft ebenfalls bei der Weltmeisterschaft an.